# Stadion am Bornheimer Hang
Stadion am Bornheimer Hang, för närvarande Frankfurter Volksbank Stadion på grund av sponsring är en multifunktionel arena i Bornheim, en stadsdel i Frankfurt, Tyskland. Det är lättast att ta sig till arenan via Johanna-Tesch-Platz U-Bahn station, eller (för bortasupportrar) Eissporthalle/Festplatz stationen. Arenan används för närvarande mestadels till fotbollsmatcher och är hemmaarena för FSV Frankfurt och ibland 1. FFC Frankfurt. Arenan har en kapacitet på 12 542 åskådare.
Invigningsmatchen spelades den 11 oktober 1931, då FSV Frankfurt besegrade VfL Germania 1894 med 3–0.